# Antonie Menčlová
Antonie Menčlová, v matrice Antonia Anna Wilhelmina (15. února 1887 Ústí nad Labem – 3. března 1955 Praha) byla česká pedagožka, básnířka a spisovatelka.

## Životopis
Narodila se 15. února 1887 v Ústí nad Labem. Jejími rodiči byli František Menčl, kupec v Ústí nand Labem a Wilhelmina Menčlová-Höllová, oba původem ze Skutče. Vzali se 26. března 1884 v Teplicích.
Antonie studovala na učitelském ústavu v Praze, kde maturovala roku 1906. V letech 1907–1913 studovala jako externí posluchačka na filozofické fakultě Univerzity Karlovy (filozofii, francouzštinu, češtinu a němčinu). Od roku 1910 učila postupně na obecných školách v Praze-Žižkově (zde 12. ledna 1921 přestoupila do Církve bratrské.), v Dolní Lukavici a v Nepomuku. Od ledna 1932 byla penzionována.
Mezi válkami, kdy podnikla několik cest do zahraničí (Francie, Itálie), vydala dvě sbírky básní, hudebninu a knižní drama Geniové. Po druhé světové válce vydala román Blahoslavení.

## Dílo

### Básně
- Země zaslíbená: básně – Antonie Menčlová. Praha: nákladem vlastním: A. Srdce [distributor], 1918
- Ruth: básně – Antonie Menčlová. Praha: nákladem „Presta“, 1920

### Próza
- Geniové: drama – Antonie Menčlová. Praha-Vršovice: Josef Brož, 1932
- Blahoslavení: mučedníci z Ležáků: román – Antonia Menčlová. Brno: Novela, 1947

### Hudebnina
- „Otče náš!“: smíšený sbor bez průvodu – Jaromír Urbanec; text Antonie Menčlová. Tábor: nákladem Jihočeského okrsku S. Č. M. E., 1929